# Joseph McCormick (hockey sur glace)
Joseph McCormick (né le 12 août 1894 à Buckingham, dans la province de Québec au Canada, et mort le 14 juin 1958 à Grand Sudbury, en Ontario) est un joueur américain de hockey sur glace. Lors des Jeux olympiques d'été de 1920 à Anvers, il remporte la médaille d'argent.

## Palmarès
- Médaille d'argent aux Jeux olympiques d'Anvers en 1920